# Premier ministre de Saint-Christophe-et-Niévès
Le Premier ministre de Saint-Christophe-et-Niévès est le chef du gouvernement de la Fédération de Saint-Christophe-et-Niévès.

## Liste des chefs de gouvernement
Ces derniers portent successivement le titre de Chief Minister (ministre en chef) de 1960 à 1967, puis de Premier, le plus souvent traduit en français par Premier ministre, de 1967 à 1983 et enfin celui actuel de Prime Minister (Premier ministre) lors de l'accession du pays à l'indépendance le 19 septembre 1983.

### Ministre en chef (1960-1967)
| N° | Portrait | Nom                | Élection | Mandat           | Mandat          | Parti politique | Parti politique |
| N° | Portrait | Nom                | Élection | Début            | Fin             | Parti politique | Parti politique |
| -- | -------- | ------------------ | -------- | ---------------- | --------------- | --------------- | --------------- |
| 1  |          | Paul Southwell     | 1961     | 1er janvier 1960 | juillet 1966    |                 | SKNLP           |
| 2  |          | Robert L. Bradshaw | 1966     | juillet 1966     | 27 février 1967 |                 | SKNLP           |

### Premier (1967-1986)
| N° | Portrait | Nom                | Élection  | Mandat          | Mandat            | Parti politique | Parti politique |
| N° | Portrait | Nom                | Élection  | Début           | Fin               | Parti politique | Parti politique |
| -- | -------- | ------------------ | --------- | --------------- | ----------------- | --------------- | --------------- |
| 1  |          | Robert L. Bradshaw | 1971 1975 | 27 février 1967 | 23 mai 1978       |                 | SKNLP           |
| 2  |          | Paul Southwell     | -         | 23 mai 1978     | 18 mai 1979       |                 | SKNLP           |
| 3  |          | Lee Moore          | -         | 20 mai 1979     | 21 février 1980   |                 | SKNLP           |
| 4  |          | Kennedy Simmonds   | 1980      | 21 février 1980 | 19 septembre 1983 |                 | PAM             |

### Premier ministre (depuis 1986)
| N° | Portrait | Nom              | Élection            | Mandat            | Mandat          | Parti politique | Parti politique |
| N° | Portrait | Nom              | Élection            | Début             | Fin             | Parti politique | Parti politique |
| -- | -------- | ---------------- | ------------------- | ----------------- | --------------- | --------------- | --------------- |
| 1  |          | Kennedy Simmonds | 1984 1989 1993      | 19 septembre 1983 | 7 juillet 1995  |                 | PAM             |
| 2  |          | Denzil Douglas   | 1995 2000 2004 2010 | 7 juillet 1995    | 18 février 2015 |                 | SKNLP           |
| 3  |          | Timothy Harris   | 2015 2020           | 18 février 2015   | 6 août 2022     |                 | PLP             |
| 4  |          | Terrance Drew    | 2022                | 6 août 2022       | en fonction     |                 | SKNLP           |